# سیارک ۱۰۷۳۳
سیارک ۱۰۷۳۳ (به انگلیسی: 10733 Georgesand، نامگذاری:1988CP1) ده هزار و هفتصد و سی و سومین سیارک کشف شده‌است که در ۱۱ فوریه ۱۹۸۸ کشف شد.
قدر مطلق سیارک برابر ۱۳٫۶۰ است.